# Flanthey

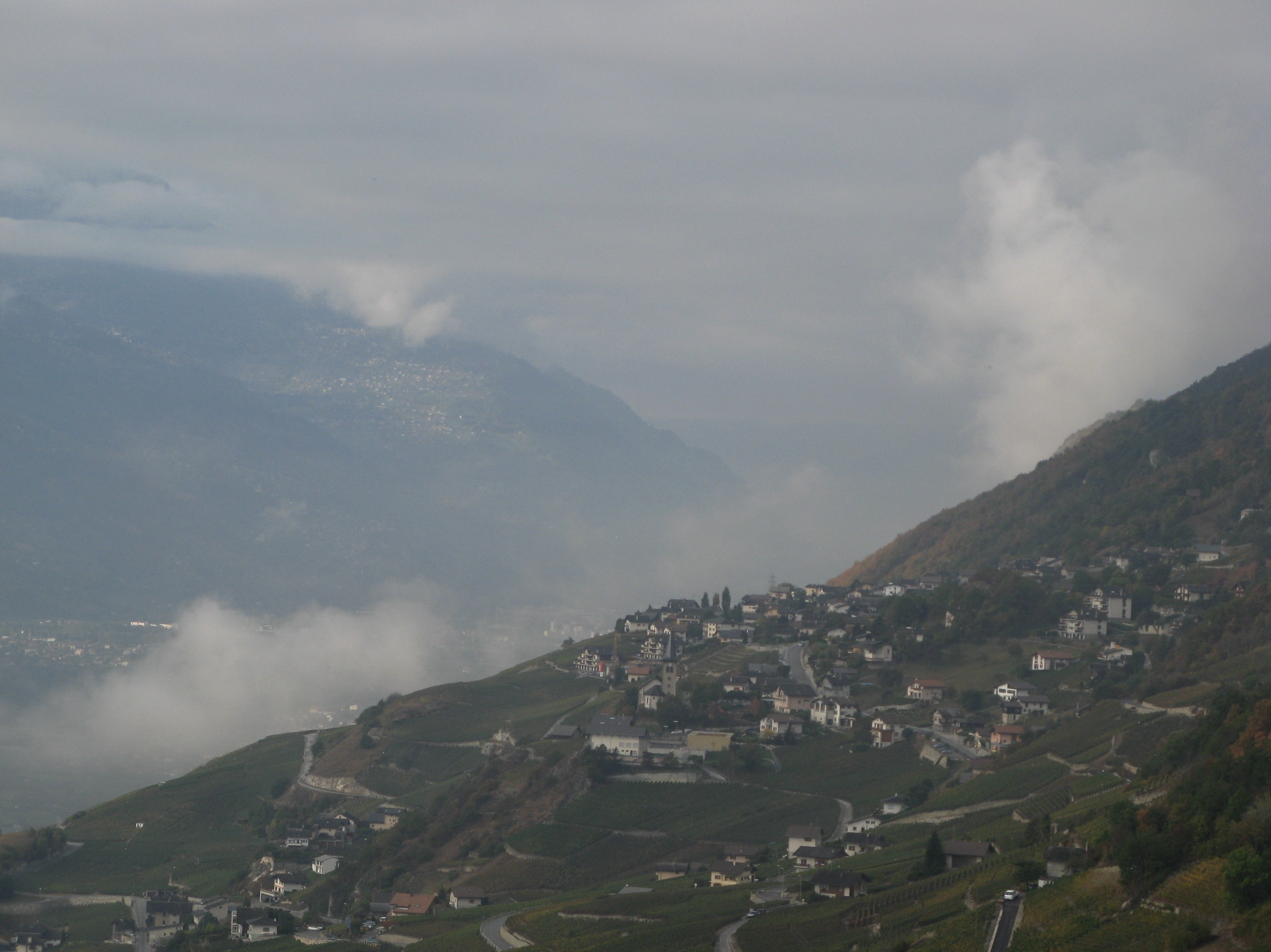
Flanthey

Flanthey gehört zur Gemeinde Lens VS im Französisch sprechenden Teil des Kantons Wallis, (Schweiz). Es ist ein weit zerstreutes, terrassenförmig angelegtes Weinbauerndorf über dem Rhonetal und umfasst die Dörfer Flanthey (730 m) und Chelin (750 m) sowie die Weiler St-Clément, Condémines, Vaas und Valençon.
In Vaas steht eine ehemalige Herberge, die 1565 für Antoine Gilloz errichtet wurde. Es handelt sich dabei um einen interessanten Bau, dessen Fassaden mit Szenen aus Jagd und Ackerbau und mit einer Inschrift in französischem Dialekt bemalt sind: «Qui ne aura d'or, argen, ni credit, ni abit de lanne, quil hale bioere a la fontanne».
Die Bewässerung des umfangreichen Rebgeländes von Flanthey und Umgebung erfolgt vor allem durch zwei alte Suonen oder Wasserfuhren, welche auf Französisch «Bisses» heissen. Die «Bisse Sillonin» führt von der steilen und imposanten Schlucht der Lienne aus oberhalb von Saint-Léonard nach Chelin und weiter bis unterhalb der Kirche von Flanthey. Die Begehung des Fussweges neben oder auf der Bisse von Flanthey aus bis oberhalb von St-Léonard ist leicht und ungefährlich. Im Tal der Lienne jedoch ist die Begehung nur für schwindelfreie Personen empfehlenswert. Die zweite Suone, die «Grand Bisse de Lens» ist etwa 200 m höher gelegen und führt vom Hinterland von Icogne aus um den Berg Châtelard herum oberhalb der Dörfer St-Léonard, Chelin, Flanthey nach Chermignon.
Nebst den Wanderwegen längs der Suonen sind auch die durch Flanthey führenden Rebwege (sentier viticole oder chemin du vignoble) etwas ganz Besonderes. Der Walliser Rebweg führt von Uvrier und Saint-Léonard herkommend unterhalb von St-Clément über Ollon-Corin-Loc-Venthône-Miège in die Weinmetropole Salgesch, wo man einen Teil des berühmten Walliser Weinmuseums vorfindet. Ein weiterer, kürzerer Rebweg führt über die Rebstrasse nach Valençon und von dort aus auf dem Wanderweg über Ollon – Corin-de-la-Crête – Corin-d'en Bas nach Sierre ins Château de Villa mit dem Anfang des bereits genannten Weinmuseum und seiner Oenothek.
Koordinaten: 46° 16′ N, 7° 27′ O; CH1903: 601108 / 124290